# زمین‌لرزه نیکاراگوئه
زمین‌لرزه نیکاراگوئه ممکن است به یکی از موارد زیر اشاره داشته باشد:
- زمین‌لرزه ۱۹۵۶ نیکاراگوئه
- زمین‌لرزه ۱۹۹۲ نیکاراگوئه
- زمین‌لرزه ۱۹۳۲ نیکاراگوئه
- زمین‌لرزه ۱۹۷۲ نیکاراگوئه
- زمین‌لرزه ۱۹۳۱ نیکاراگوئه
- زمین‌لرزه ۱۹۲۶ نیکاراگوئه